# Джордж Стромболополос
Джордж Марк Пол Стромболополос (нар. 16 серпня 1972, Міссіссага) — канадський телевізійний та радіоведучий, найбільше відомий з своїм шоу «Джордж Стромболополос цього вечора» (англ. George Stroumboulopoulos Tonight, раніше англ. The Hour) на телеканалі CBC. Першу популярність отримав як ведучий канадського музичного каналу MuchMusic. Джордж здобув освіту за фахом радіомовлення в коледжі Хамбер (Humber) у Торонто.
Мати Джорджа українського походження Марія Іванишин, батько грецького походження, родом з Єгипту. Батько рано покинув родину і за батька Джорджу був його дядько Пол. В інтерв'ю він неодноразово згадував, що ріс в оточенні української родини.
У 2013-му Джордж уклав контракт на телеканалі CNN, де буде декілька місяців вести власне розмовне шоу з Лос-Анжелесу. Після закінчення терміну контракту його чекають на CBC.